# Triaenodes oidipus
Triaenodes oidipus là một loài Trichoptera trong họ Leptoceridae. Chúng phân bố ở miền Australasia.